# Grünschattenkolibri
Der Grünschattenkolibri (Phaethornis guy) auch Graubrusteremit oder Grüner Schattenkolibri genannt,  ist eine Vogelart aus der Familie der Kolibris (Trochilidae). Das Verbreitungsgebiet dieser Art umfasst die Länder Kolumbien, Venezuela, Ecuador, Peru, Panama und Costa Rica und die Insel Trinidad. Der Bestand wird von der IUCN als „nicht gefährdet“ (Least Concern) eingeschätzt.

## Merkmale
Der Grünschattenkolibri erreicht bei einem Körpergewicht von lediglich ca. 6,3 g eine Körperlänge von etwa 13,5 cm. Der lange gebogene Schnabel ist überwiegend rötlich, nur der Unterschnabel hat eine kleine schwarze Spitze. Die Oberseite des Männchens ist dunkel grün mit einem blaugrünen Bürzel. Die Unterseite ist rußig grün, wobei der zentrale untere Bereich gräulich ist. Die Gesichtsmaske ist dunkel. Der Hinteraugen-, Wangen- und zentrale Kehlstrich heben sich mit ihrer hellen gelbbraunen Färbung davon ab. Das zentrale Paar der Steuerfedern ist länger und weiß gefleckt. Das Weibchen ist sehr ähnlich, wirkt aber matter und ist mehr rußgrau gefärbt im unteren Bereich. Der Schnabel und die zentralen Steuerfedern sind im Durchschnitt etwas länger als beim Männchen.

## Verhalten
Grünschattenkolibris gelten als kesse und neugierige Vögel. Als sogenannte Trapliner fliegen sie regelmäßig in rascher Folge ganz bestimmte Blüten in den unteren Straten an, die auch weit auseinanderliegen können. Dabei scheuen sie sich auch nicht, Menschen – insbesondere mit roter Kleidung – oder neue Nektarquellen, die zufällig ihren Weg kreuzen, zu untersuchen. Sie pausieren einige Sekunden vor Blüten mit hohem Nektarertrag wie Helikonien, Ingwergewächsen, Passionsblumen und anderen Hahnenfußgewächsen, die sie schließlich mit wackelndem Schwanz anstechen. Im Gegensatz zum Langschnabel-Schattenkolibri, der ein sehr ähnliches Verhalten an den Tag legt, fliegen Grünschattenkolibris auch blühende Epiphyten in den Baumkronen an. Die Futterstellen können bis zu einem Kilometer auseinanderliegen. Neben Nektar ernähren sie sich von Spinnen und Insekten.

## Fortpflanzung
Die Männchen des Grünschattenkolibris sammeln sich und singen mit bis zu 20 Individuen an Balzplätzen (Leks) im dichten Unterholz. Nähert sich ein Weibchen, wird der Gesang intensiviert, Schwänze werden gespreizt und schnell auf und ab gefächert.
Auf Trinidad erreicht die Brutzeit ihren Höhepunkt zwischen Januar und Mai, in Costa Rica von Februar bis September, und in Kolumbien wurden Nester im August gesichtet. Die Nistplätze befinden sich oft überhängend über Bächen oder in deren Nähe. Das kegelförmige Nest wird mit Spinnweben an der Spitze der Unterseite eines Helikonien-, Farn- oder Palmblattes befestigt. Es besteht aus weichen Pflanzenfasern und -härchen und wird mit Samenfasern ausgepolstert. Das Gelege enthält zwei Eier, die Brutzeit beträgt 17–18 Tage. Die Brutpflege übernimmt ausschließlich das Weibchen.

## Unterarten
Es sind vier Unterarten bekannt:

Verbreitungsgebiet des Grünschattenkolibris

- Phaethornis guy apicalis (Tschudi, 1844)[4] – Diese Unterart ist im Norden Kolumbiens, dem Nordwesten Venezuelas über Ecuador bis in den Südosten Perus verbreitet.
- Phaethornis guy coruscus Bangs, 1902[5] – Diese Subspezies ist von Costa Rica über Panama bis in den Nordwesten Kolumbiens  verbreitet.
- Phaethornis guy emiliae (Bourcier & Mulsant, 1846)[6] – Diese Unterart kommt im westlichen zentralen Kolumbien vor.
- Phaethornis guy guy (Lesson, RP, 1833)[7] – Die Nominatform kommt im Nordosten Venezuelas und auf Trinidad vor.

## Etymologie und Forschungsgeschichte

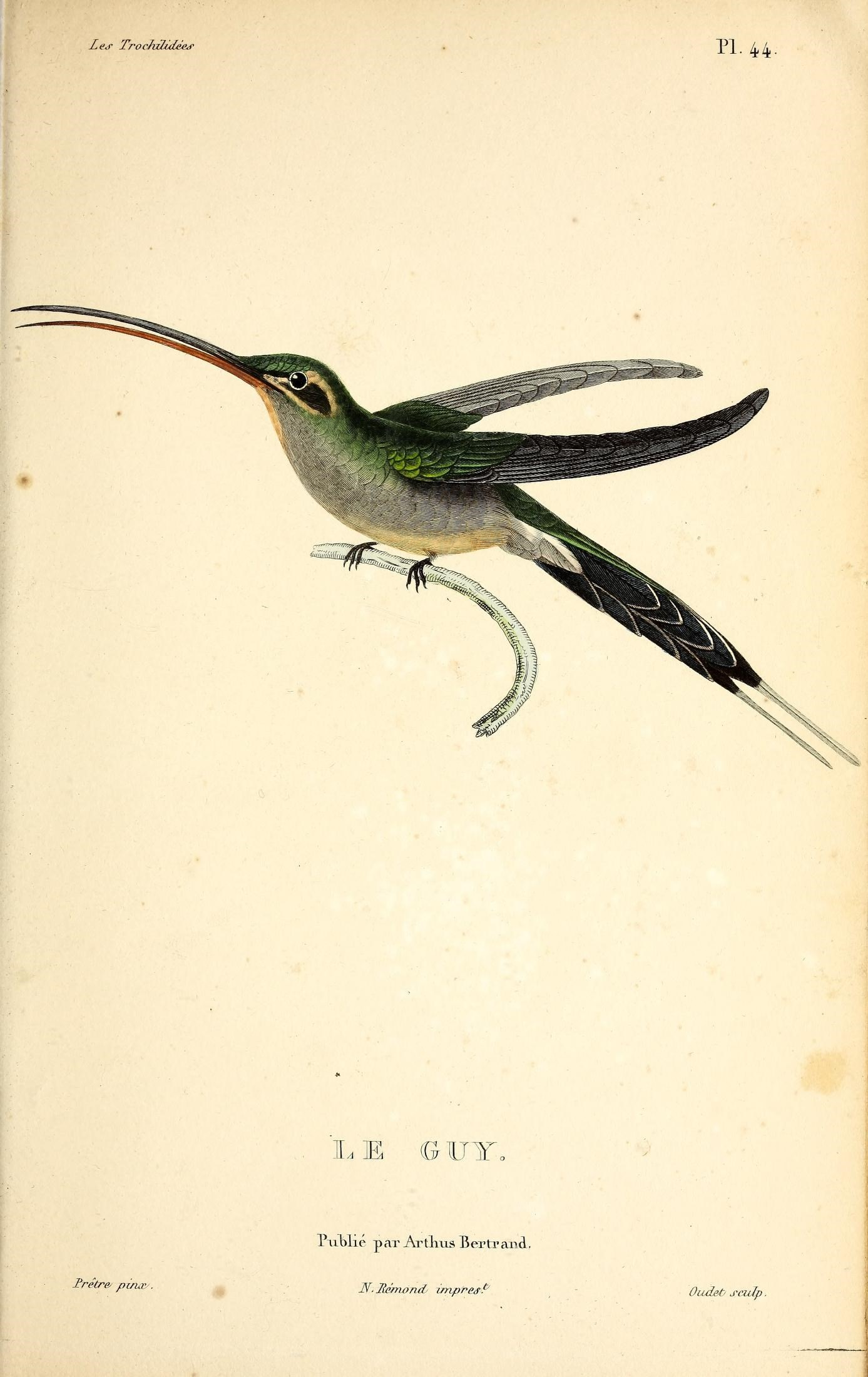
Grünschattenkolibri, illustriert von Jean-Gabriel Prêtre

René Primevère Lesson beschrieb den Grünschattenkolibri unter dem Namen Trochilus Guy. Das Typusexemplar hatte ein Herr Guy aus London erhalten. Mit der Beschreibung kam eine Tafel, die Jean-Gabriel Prêtre (1768–1849) lieferte. 1827 führte William Swainson die Gattung Phaethornis für den Langschwanz-Schattenkolibri (Phaethornis superciliosus (Linnaeus, 1766)) ein, der später auch der Grünschattenkolibri zugeordnet wurde.
Der Begriff Phaethornis leitet sich aus den griechischen Wörtern φαέθων phaéthōn für „leuchtend, strahlend“ und ὄρνις órnis für „Vogel“ ab. Wem der Artname gewidmet ist, geht aus der Erstbeschreibung nicht eindeutig hervor. In seinen Schilderungen erwähnte Lesson immer wieder, dass Guy ein französischer Amateurornithologe war. Somit könnte es sich um Claude Joseph Guy aîné (den Älteren) handeln, der sich selbst auf der Titelseite seines Buchs Anatomie en cire, anatomie humaine et comparée, phrénologie; histoire naturelle aus dem Jahr 1852 als Naturforscher und Hersteller künstlicher anatomischer Exponate bezeichnete. 1850 beschrieb Adolphe Jean Focillon (1823–1890) unter dem Namen Manis guy ein Schuppentier, welches Guy aus Afrika erhalten haben wollte. Später stellte es sich als Synonym für das Malaiische Schuppentier heraus, das wohl über den Umweg Afrika nach Europa kam. Emiliae ist Marie Antoinette Émilie Galichon geb. Tuffet (1802–1873) gewidmet. Coruscus ist das lateinische Wort für „glänzend, leuchtend“, auch von coruscare für „blinken“ abzuleiten. Apicalis ist lateinisch und bedeutet „vom Gipfel“ von apex, apicis für „Krone, Spitze“.